# Es Vedrà - Es Vedranell
Es Vedrà - Es Vedranell este o arie protejată (sit de importanță comunitară — SCI, arie de protecție specială avifaunistică — SPA) din Spania întinsă pe o suprafață de 635,73 ha, integral pe uscat.

## Localizare
Centrul sitului Es Vedrà - Es Vedranell este situat la coordonatele 38°52′12″N 1°12′21″E / 38.8701°N 1.2059°E.

## Înființare
Situl Es Vedrà - Es Vedranell a fost declarat arie de protecție specială avifaunistică în martie 2006 pentru a proteja 2 specii de plante și 21 de specii de animale. Situl a fost protejat și ca sit de importanță comunitară în iulie 2000.

## Biodiversitate
Situată în ecoregiunile marină mediteraneană și mediteraneană, aria protejată conține 5 habitate naturale: Tufărișuri termo-mediteraneene și de pre-deșert, Faleze cu vegetație de Limonium spp. endemic de pe coastele mediteraneene, Pante stâncoase calcaroase cu vegetație casmofită, Tufărișuri halofile mediteraneene și termo-atlantice (Sarcocornetea fruticosi), Straturi cu Posidonia (Posidonion oceanicae).
La baza desemnării sitului se află mai multe specii protejate:
- plante (2): Diplotaxis ibicensis, Silene hifacensis
- păsări (18): lăstunul mare (Apus apus), Apus pallidus, cânepar (Carduelis cannabina), măcăleandru (Erithacus rubecula), Falco eleonorae, șoim călător (Falco peregrinus), vânturel roșu (Falco tinnunculus), Hydrobates pelagicus, Larus audouinii, pescăruș negricios (Larus fuscus), Larus michahellis, pescăruș râzător (Larus ridibundus), mierlă albastră (Monticola solitarius), Phalacrocorax aristotelis desmarestii, codroș de munte (Phoenicurus ochruros), pitulice de munte (Phylloscopus collybita), Puffinus puffinus mauretanicus, silvie mediteraneană (Sylvia melanocephala)
- mamifere (1): delfin mare (Tursiops truncatus)
- reptile (2): Caretta caretta, Podarcis pityusensis

Pe lângă speciile protejate, pe teritoriul sitului au mai fost identificate 19 specii de plante, 14 specii de nevertebrate.